# António Ferreira
António Ferreira (ur. 1528, zm. 29 listopada 1569) – portugalski poeta i dramaturg, propagator i teoretyk klasycyzmu w Portugalii.
Był uczniem Francisca de Sá de Miranda i propagatorem idei Odrodzenia. Wprowadził do portugalskiej literatury odę. Nazywano go „Portugalskim Horacym”. Był autorem licznych sonetów, elegii, epigramatów (Poemas lusitanos 1598). Napisał narodową tragedię Castro (1550, wydanie 1587) o Inês de Castro, kochance i żonie infanta portugalskiego Pedra, która zainaugurowała klasyczną tragedię w literaturze portugalskiej. Był też autorem komedii Bristo (1552).